# Hedströmmen
Der Hedströmmen ist ein Fluss und Flusssystem in Dalarnas län und Västmanlands län in Schweden. Die Quelle liegt in einem kleinen Seensystem im Süden von Dalarnas län. Den Oberlauf bilden Lumsån und Baggån.
Der Fluss fließt in überwiegend südlicher Richtung.
Es werden die Seen Malingsbosjön, Storsjön und Nedre Vättern durchflossen. Am Flusslauf liegen die Orte Skinnskatteberg, Uttersberg und Kolsva. Südlich von Köping mündet der Hedströmmen in das Westende des Mälaren.
Die Gesamtlänge des Flusssystems beträgt 128 km. Das Einzugsgebiet umfasst 1060 km². Der mittlere Abfluss an der Mündung liegt bei 10 m³/s.
Der Hedströmmen ist beliebt bei Kanufahrern und Anglern. Im Fluss findet sich die bedrohte Fischart des Rapfen.